# Lasse Rempe

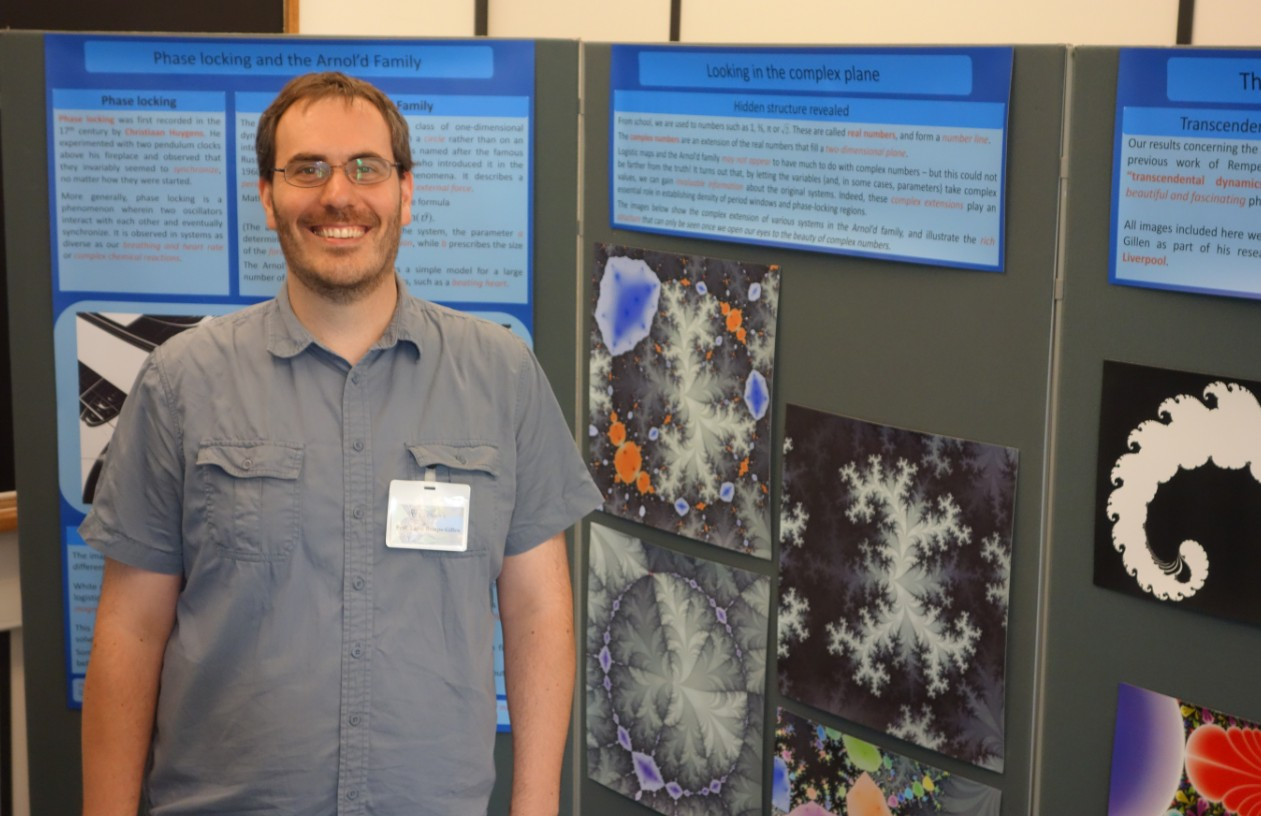
Lasse Rempe 2014 auf einer von ihm organisierten Ausstellung über Fraktale

Lasse Rempe (* 20. Januar 1978 in Kiel) ist ein deutscher Mathematiker, der sich mit komplexer Dynamik (Mandelbrotmenge, Julia-Menge u. a.) und Komplexitätstheorie befasst. Er ist Professor an der University of Liverpool.
(Zwischenzeitlich trug er den Namen Rempe-Gillen.)
Rempe studierte ab 1996 Mathematik an der Christian-Albrechts-Universität Kiel, an der er 2003 summa cum laude bei Walter Bergweiler promoviert wurde (seine Dissertation Dynamics of Exponential Maps erhielt den Fakultätspreis). Außerdem studierte er 1999/2000 als Fulbright Scholar an der State University of New York at Stony Brook und 2001/02 an der Universität Paris-Süd (DEA in Informatik). Als Post-Doktorand war er an der University of Warwick. Ab 2006 war er Lecturer, ab 2009 Reader und ab 2012 Professor an der University of Liverpool.
Er befasste sich mit der komplexen Dynamik (Iteration) ganzer Funktionen wie der Exponentialabbildung und deren entkommenden Mengen (Escaping sets, mit Teilresultaten zur Vermutung von Alexandre Eremenko). Rempe ist auch bekannt für Popularisierungen von Mathematik zum Beispiel in Fernsehsendungen der BBC.
2010 erhielt er den Whitehead-Preis und 2012 den Philip Leverhulme Prize. 2017 wurde er Fellow der American Mathematical Society.

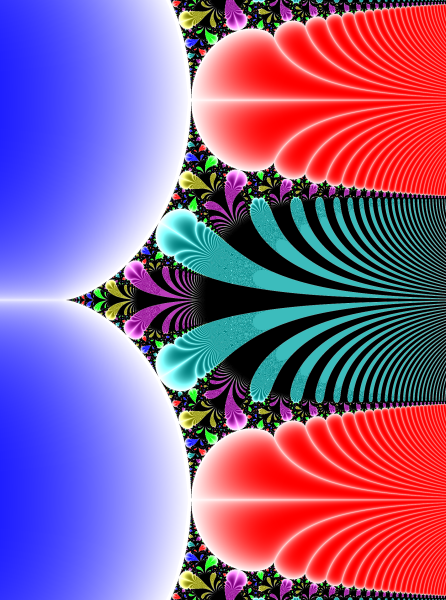
Parameterraum der Iteration der Exponentialfunktion (Bild von Lasse Rempe); Punkte mit periodischem Attraktor farbig (hyperbolische Komponenten), Bifurkationspunkte (bezüglich Parametervariatioin instabile Dynamik) schwarz

## Schriften
- mit Markus Förster, Dierk Schleicher: Classification of Escaping Exponential Maps, Proc. AMS, Band 136, 2008, S. 651–663, arxiv:math/0311427v6
- On a question of Eremenko concering escaping sets of entire functions, Bull. London Math. Soc., Band 39, 2007, S. 661–666, arxiv:math/0610453v2
- mit Dierk Schleicher: Bifurcations in the Space of Exponential Maps, Inventiones Mathematicae, Band 175, 2009, S. 103–135, arxiv:math/0311480v6
- Rigidity of escaping dynamics of transcendental entire functions, Acta Mathematica, Band 203, 2009, S. 235–267, arxiv:math/0605058v3
- The escaping set of the exponential, Ergodic theory and dynamical systems, Band 30, 2010, S. 595–599, arxiv:0812.1768v1
- Prime Ends and Local Connectivity, Bull. LMS, Band 40, 2008, S. 817–826, arxiv:math/0309022
- mit Helena Mihaljević: Absence of wandering domains for some real entire functions with bounded singular sets, Mathematische Annalen, (2013) Band 357, Ausgabe 4, S. 1577–1604. doi:10.1007/s00208-013-0936-z
- Hyperbolic entire functions with full hyperbolic dimension and approximation by Eremenko-Lyubich functions, J. LMS, Band 108, 2014, S. 1193–1225, arxiv:1106.3439
- mit Zhaiming Shen: The exponential map is chaotic: An invitation to transcendental dynamics, American Math. Monthly, 2014. arxiv:1408.1129
- Arc-like continua, Julia sets of entire functions, and Eremenko's Conjecture, 2016. arxiv:1610.06278
- mit Rebecca Waldecker: Primzahltests für Anfänger, Vieweg/Teubner 2009
  - Englische Übersetzung: Primality testing for beginners, AMS 2014
- mit Sebastian van Strien: Density of hyperbolicity for real entire functions, Duke Mathematical Journal, Band 164, 2015, S. 1079–1137, arxiv:1005.4627